# Peperomia ursina
Peperomia ursina là một loài thực vật có hoa trong họ Hồ tiêu. Loài này được Grayum miêu tả khoa học đầu tiên năm 1995.